# Карл Ліцманн
Карл Людвіг Вільгельм Герман Ліцманн (нім. Karl Ludwig Wilhelm Hermann Litzmann; 22 січня 1850, Штехлін — 28 травня 1936, Штехлін) — німецький воєначальник, генерал піхоти (24 грудня 1914). Кавалер ордена «За заслуги» з дубовим листям.

## Біографія
Син поміщика. Закінчив військову школу в Потсдамі (1867). Учасник Франко-прусської війни.
У 1886 році закінчив Військову академію. У 1901—1902 роках — начальник 39-ї піхотної дивізії, в 1902—1905 роках — директор Прусської військової академії. З 1905 року в резерві. Разом з Кольмаром фон дер Гольцем був одним з ініціаторів створення правої молодіжної організації «Союз молодої Німеччини».
З початком Першої світової війни подав прохання про переведення в діючу армію і 2 серпня 1914 року був призначений інспектором етапів 3-й армії. З 21 жовтня 1914 року — начальник 3-ї гвардійської дивізії. Брав участь в Лодзінськії операції в складі групи генерала Шеффер-Бояделя. Потрапив в оточення, звідки прорвався з боєм.
З 24 грудня 1914 року — командир 40-го резервного корпусу. Відзначився в ході зимової операції в районі Мазурських боліт. У січні 1915 року одночасно очолював ударне угруповання сил 8-ї армії. Керував облогою російської фортеці Ковно.
В кінці липня 1916 року, коли 4-та австро-угорська армія зазнала нищівної поразки, корпус Ліцманна був терміново перекинутий на Володимир-Волинський, чим врятував австро-угорську армію від повного знищення і зірвав наступ 8-ї російської армії генерала Каледіна .
В 1918 році — на Західному фронті. 6 серпня 1918 року здав командування корпусом і був переведений в резерв. У грудні 1918 року вийшов у відставку. У 1920—1921 роках відвідав Південну Америку, де активно вів пронімецьку пропаганду. З 1929 року — член НСДАП. У 1933 році був обраний в рейхстаг, де був найстаршим депутатом.

## Нагороди
- Залізний хрест 2-го класу зразка 1870 року
- Хрест «За вислугу років» (Пруссія)
- Орден Червоного орла
  - 3-го класу
  - 2-го класу з дубовим листям
  - 1-го класу з дубовим листям і зіркою
- Дубове листя до Залізного хреста 2-го класу (1895)
- Столітня медаль
- Орден Фрідріха (Вюртемберг), командорський хрест 2-го класу
- Орден Меча, командорський хрест (Швеція)
- Орден Зірки Румунії, командорський хрест
- Застібка зразка 1914 року до Залізного хреста 2-го класу зразка 1870 року
- Залізний хрест 1-го класу з разка 1914 року
- Військовий Хрест Фрідріха-Августа (Ольденбург) 2-го і 1-го класу
- Pour le Mérite з дубовим листям
  - орден (29 листопада 1914)
  - дубове листя (18 серпня 1915)
- Почесний хрест ветерана війни з мечами (1934)
- Почесний громадянин міста Нойруппін

## Вшанування пам'яті
- В 1937 році на честь Лінцманна назвали казарми в Гамбурзі.
- Під час німецької окупації Польщі в 1939—1944 роках місто Лодзь перейменували на честь Ліцманна в Ліцманнштадт.